# Мареббе
Маре́ббе (итал. Marebbe), также Маре́о (ладинск. Mareo), или Э́ннеберг (нем. Enneberg) — коммуна в Италии, располагается в регионе Трентино — Альто-Адидже, в провинции Больцано.
Население составляет 2684 человека (2008 г.), плотность населения составляет 17 чел./км². Занимает площадь 161 км². Почтовый индекс — 39030. Телефонный код — 0474.
Покровителем коммуны почитается святой Вигилий из Тренто, празднование 26 июня.

## Демография
Динамика населения: